# Carl Schmidt (Boxer)
Carl „Kuddel“ Schmidt (* 25. April 1919; † 1990) war ein deutscher Boxer.

## Werdegang
Schmidt wurde im Halbschwergewicht dreimal (1940, 1942, 1944) und im Mittelgewicht einmal (1941) deutscher Amateurmeister. Er war Mitglied der SV Polizei Hamburg. 1942 wurde er Dritter der Europameisterschaft.
Zwischen Oktober 1946 und April 1952 bestritt er 66 Kämpfe als Berufsboxer, von denen er 52 gewann.
Im Juni 1948 wurde Schmidt durch einen Sieg über Fritz Gahrmeister deutscher Meister im Mittelgewicht. Er verlor den Titel im Mai 1949, als er vor 10 000 Zuschauern im Kölner Eisstadion Peter Müller wegen eines Tiefschlags in der dritten Runde disqualifiziert wurde. Die Entscheidung war umstritten.
Im November 1949 kämpfte er wieder um die deutsche Mittelgewichtsmeisterschaft, verlor in Berlin aber gegen Hans Stretz. Am ersten Weihnachtstag 1950 trat Schmidt im Rahmen der ersten Berufsboxveranstaltung in der Ernst-Merck-Halle in seiner Heimatstadt vor 6000 Zuschauern erneut gegen Peter Müller an. Der Kampf endete unentschieden, Müller blieb damit deutscher Mittelgewichtsmeister.